# Olympia 86 (Anne Sylvestre)
Albums de Anne Sylvestre
Tant de choses à vous dire La Ballade de Calamity Jane
Olympia 86 est un enregistrement de concert d'Anne Sylvestre à l'Olympia paru dans la maison de production d'Anne Sylvestre en 1986. Il a été réédité par EPM Musique en 1989.

## Historique
Selon les critiques, ce concert va changer le rapport à la scène d'Anne Sylvestre : 

« Elle va alors bouleverser sa conception du spectacle, collaborant un temps avec Pauline Julien (Gémeaux croisées, Déjazet, 1988), abandonnant la guitare et le micro fixe et profitant de cette liberté gestuelle retrouvée pour mettre en scène son corps différemment. »

— Louis-Jean Calvet

« Pour Anne Sylvestre, la métamorphose se matérialise en 1985, lorsqu’elle décide d’abandonner sur scène la guitare à laquelle on ne manquait de l’associer. Libérée, la chanteuse entame alors une forme de seconde carrière. »

— Stéphane Hirschi

## Titres
Toutes les chansons sont écrites et composées par Anne Sylvestre.
| No  | Titre                                                                          | Durée      |
| --- | ------------------------------------------------------------------------------ | ---------- |
| 1.  | Tant de choses à vous dire (1986, de l'album Tant de choses à vous dire)       | 3 min 15 s |
| 2.  | Comme un personnage de Sempé (1986, de l'album Tant de choses à vous dire)     | 2 min 55 s |
| 3.  | Lettre ouverte à Élise (1973, de l'album Les Pierres dans mon jardin)          | 2 min 45 s |
| 4.  | Que vous êtes beaux (1986, de l'album Tant de choses à vous dire)              | 1 min 55 s |
| 5.  | Lazare et Cécile (1965, de l'album Lazare et Cécile)                           | 2 min 40 s |
| 6.  | L'Honneur (1985, de l'album Écrire pour ne pas mourir)                         | 3 min 03 s |
| 7.  | Écrire pour ne pas mourir (1985, de l'album Écrire pour ne pas mourir)         | 4 min 20 s |
| 8.  | Comme Higelin (1985, de l'album Écrire pour ne pas mourir)                     | 3 min 15 s |
| 9.  | Petit Bonhomme (1977, de l'album Comment je m'appelle)                         | 3 min 00 s |
| 10. | Xavier (1981, de l'album Dans la vie en vrai)                                  | 2 min 00 s |
| 11. | Les Gens qui doutent (1977, de l'album Comment je m'appelle)                   | 2 min 00 s |
| 12. | La Faute à Ève (1978, de l'album J'ai de bonnes nouvelles)                     | 3 min 00 s |
| 13. | Maman elle est pas si bien qu'ça (1986, de l'album Tant de choses à vous dire) | 4 min 00 s |
| 14. | Ça va m'faire drôle (1986, de l'album Tant de choses à vous dire)              | 3 min 45 s |
| 15. | Le Centre du motif (1977, de l'album Comment je m'appelle)                     | 1 min 53 s |
| 16. | Carcasse (1981, de l'album Dans la vie en vrai)                                | 3 min 37 s |
| 17. | Flou (1985, de l'album Écrire pour ne pas mourir)                              | 3 min 10 s |
| 18. | Une sorcière comme les autres (1975, de l'album Une sorcière comme les autres) | 4 min 47 s |
| 19. | Porteuse d'eau (1959, de l'album Anne Sylvestre chante…)                       | 2 min 20 s |
| 20. | Les Blondes (1985, de l'album Écrire pour ne pas mourir)                       | 3 min 35 s |
| 21. | Trop tard pour être une star (1985, de l'album Écrire pour ne pas mourir)      | 2 min 42 s |

## Musiciens
- violoncelle : Marie-Claude Bantigny
- Contrebasse, trombone : Henri Droux
- Guitare : Pierre Bluteau
- Guitare, voix : Anne Sylvestre
- Orchestration : François Rauber
- Saxophone, flûte, clarinette : Romain Mayoral[4]

## Production
- Production : Anne Sylvestre
- Distribution : WEA